# Peach County
Peach County is een county in de Amerikaanse staat Georgia.
De county heeft een landoppervlakte van 391 km² en telt 23.668 inwoners (volkstelling 2000). De hoofdplaats is Fort Valley.